# 108. vestlige længdekreds
Den 108. vestlige længdekreds (eller 108 grader vestlig længde) er en længdekreds, der ligger 108 grader vest for nulmeridianen. Den løber gennem Ishavet, Nordamerika, Stillehavet, det Sydlige Ishav og Antarktis.